# تصرف جزایر گیلبرت توسط ژاپن
تصرف جزایر گیلبرت توسط ژاپن (انگلیسی: Japanese occupation of the Gilbert Islands) دوره‌ای در تاریخ کیریباتی بین سال‌های ۱۹۴۱ و ۱۹۴۵ بود که نیروهای امپراتوری ژاپن جزایر گیلبرت را در جنگ جهانی دوم، در جبهه جنگ اقیانوس آرام اشغال کردند.
از سال ۱۹۴۱ تا ۱۹۴۳، نیروی دریایی امپراتوری ژاپن جزایر را اشغال کردند و از سال ۱۹۴۲ تا ۱۹۴۵ جزیره اقیانوس بانابا که مقر اصلی مستعمره جزایر گیلبرت و الیس (GEIC) بود.